# 会津武家屋敷
会津武家屋敷（あいづぶけやしき）は、福島県会津若松市東山町石山にある、歴史をテーマとする野外博物館。会津藩の家老であった西郷頼母の邸宅を中心に、復元または移築された歴史的建造物が建ち並ぶ。運営主体は株式会社素対館（そついかん）。

## 歴史
1975年（昭和50年）に、会津の武士道精神を後世に伝えるべく、西郷頼母邸などを復元し開場した。当時の運営会社は施設名と同じ会津武家屋敷で、初代館長は高木厚保が務めた。高木は若松ガスの社長で、会津若松商工会議所会頭も務めたことがあり、会津武家屋敷の建設などを通して、会津の観光にも影響を与えた。翌1976年（昭和51年）5月4日には、園内に移築された旧中畑陣屋主屋が福島県の重要文化財（建造物）に指定された。その後、会津武家屋敷は観光バスが必ず立ち寄るような定番の観光スポットとして定着した。
1987年（昭和62年）、河沼郡河東町（現・会津若松市）に「会津藩校日新館」を設置し、会津武家屋敷が運営を行った。日新館は減価償却が終わった会津武家屋敷の黒字分で補填することで、運営が為された。2000年（平成12年）5月、開館25周年記念として、西郷四郎像を建立した。2003年（平成15年）、会津にゆかりのある作家・早乙女貢の特別展を開催した。
2005年（平成17年）4月、親会社の若松ガスが昭和シェル石油に営業譲渡されることが発表された。若松ガスは、会津武家屋敷や日新館、東山温泉の旅館の経営不振を若松ガスが債務保証し、借り入れが増大したことが譲渡に至った理由と公表、高木社長は「観光業をこれ以上進めていくのが難しかった」と会見で語った。同年12月27日、新しい運営会社となる株式会社素対館が設立された。素対館は会津中央病院を運営する一般財団法人温知会の関連会社である。なお、日新館は会津若松の経済界が設立した新会社「有限会社会津武士道」に譲渡した。
2011年（平成23年）7月は、福島第一原子力発電所事故の影響で、入場者数が前年同月比64%減となった。一方、2013年（平成25年）1月には大河ドラマ『八重の桜』放送開始の影響で、入場者数が前年同月比5割増となった。2020年（令和2年）4月18日から6月30日まで、感染防止のため休業した。

## 主な施設
総敷地面積7,000坪（≒23,140.5 m2）の中に復元された歴史的建造物が建ち並ぶ。建物は民家作りを得意とした建築家の山本勝巳が手掛けたもので、山本の代表作の1つであった。各施設には、QRコードを読み取れば音声案内を再生する「音声こんしぇるじゅ」が設置されている。売店と食事処はバリアフリー対応であるが、歴史的建造物の建つゾーンは段差がある。

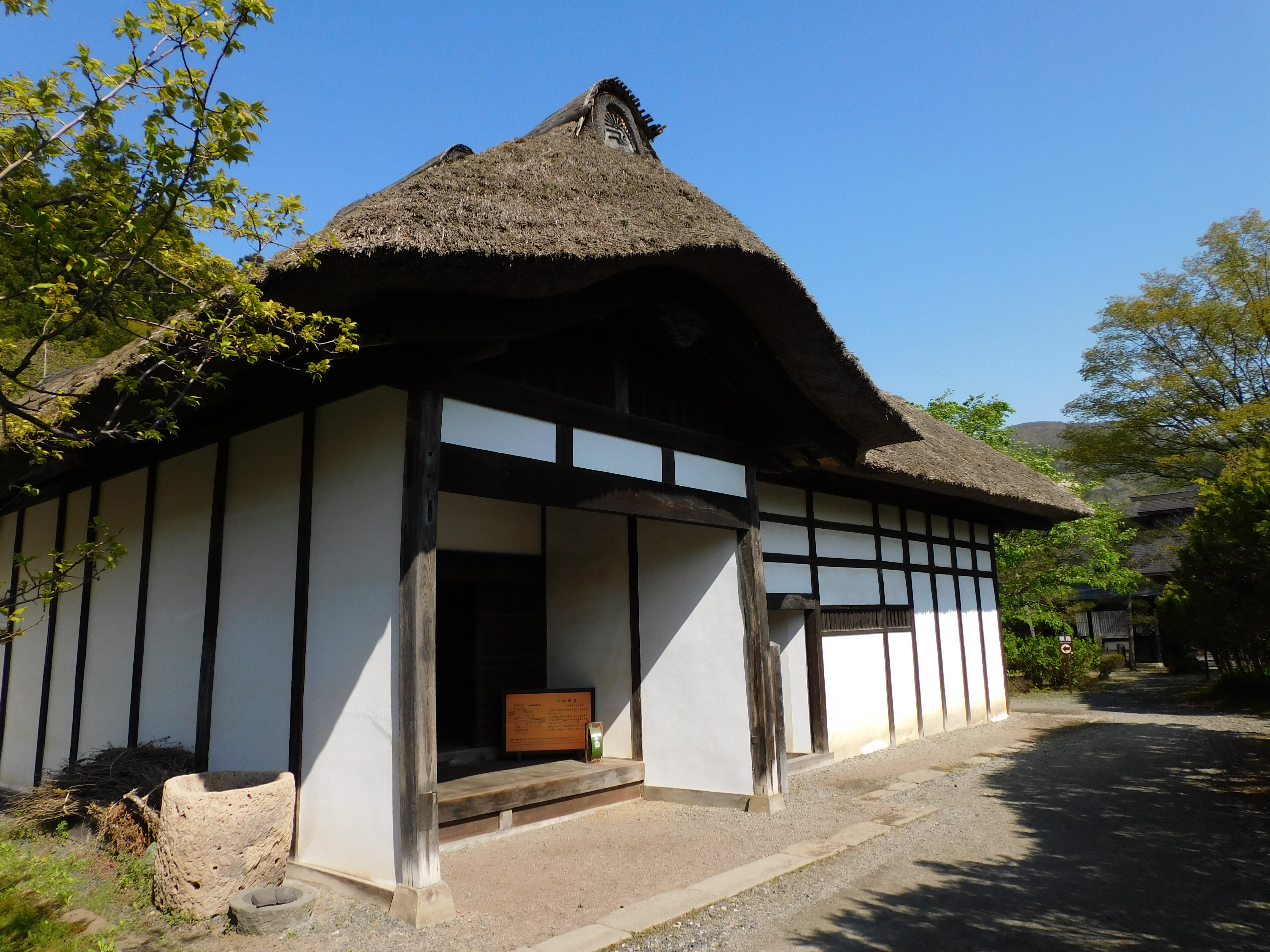
旧中畑陣屋
中畑村（現・西白河郡矢吹町中畑）にあった江戸時代の代官所を移築復元したもの。寄棟造で玄関に唐破風があり、内部は武家屋敷風（書院造）でありながら、茅葺屋根や土間などに庶民の住宅に使われる手法が使われている。
天保8年（1837年）に5,000石の旗本の松平軍次郎の代官所として建築され、明治維新後は住宅として使われていた。会津武家屋敷の整備中に所有者の岡崎家から譲受し、移築した。福島県指定重要文化財（指定名称は「旧中畑陣屋主屋」）。
茶室
鶴ヶ城本丸にあった茶室「嶺南庵麟閣」（れいなんあんりんかく）を復元したもの。本来の麟閣は、会津藩主・蒲生氏郷に招かれた千少庵（千利休の息子）が造ったとされる茶室である。
藩米精米所
白河藩が使用していた、当時東北一の規模とされた精米所を移築復元したもの。直径4 mの水車を当時と同じく水力だけで回転させている。現役時代は1日に16俵の精米が可能であったとされる。
会津くらしの歴史館
古代から江戸時代までの会津の暮らしについて展示を行う施設。
手作り体験館
赤べこ・起き上がり小法師の絵付け、ガラスの絵彫り、弓道などの体験活動を提供する施設。
郷工房・古今
陶器・漆器、民芸品、地酒、伝統工芸品などの土産を販売する。施設見学をせず、土産物を購入するために立ち寄る客もいる。
お食事処・九曜亭
こづゆ・棒鱈煮・桜肉などの会津の伝統料理や、オリジナル料理を提供する。メニューによっては、会津漆器に盛り付けて供される。
西郷四郎像
西郷頼母の養子で、大技・山嵐を生み出した柔道家・西郷四郎の像。台座を含めた像高は約4 mで、四郎が山嵐で対戦相手を投げる姿を像にしている。武家屋敷入り口の表門前にある。
佐々木只三郎の墓
坂本龍馬を斬ったとされる、京都見廻組の佐々木只三郎の墓。佐々木は会津の出身で、紀三井寺（和歌山県和歌山市）から佐々木の古い墓石をもらった会津の有志が建てたものとされる。

### 家老屋敷

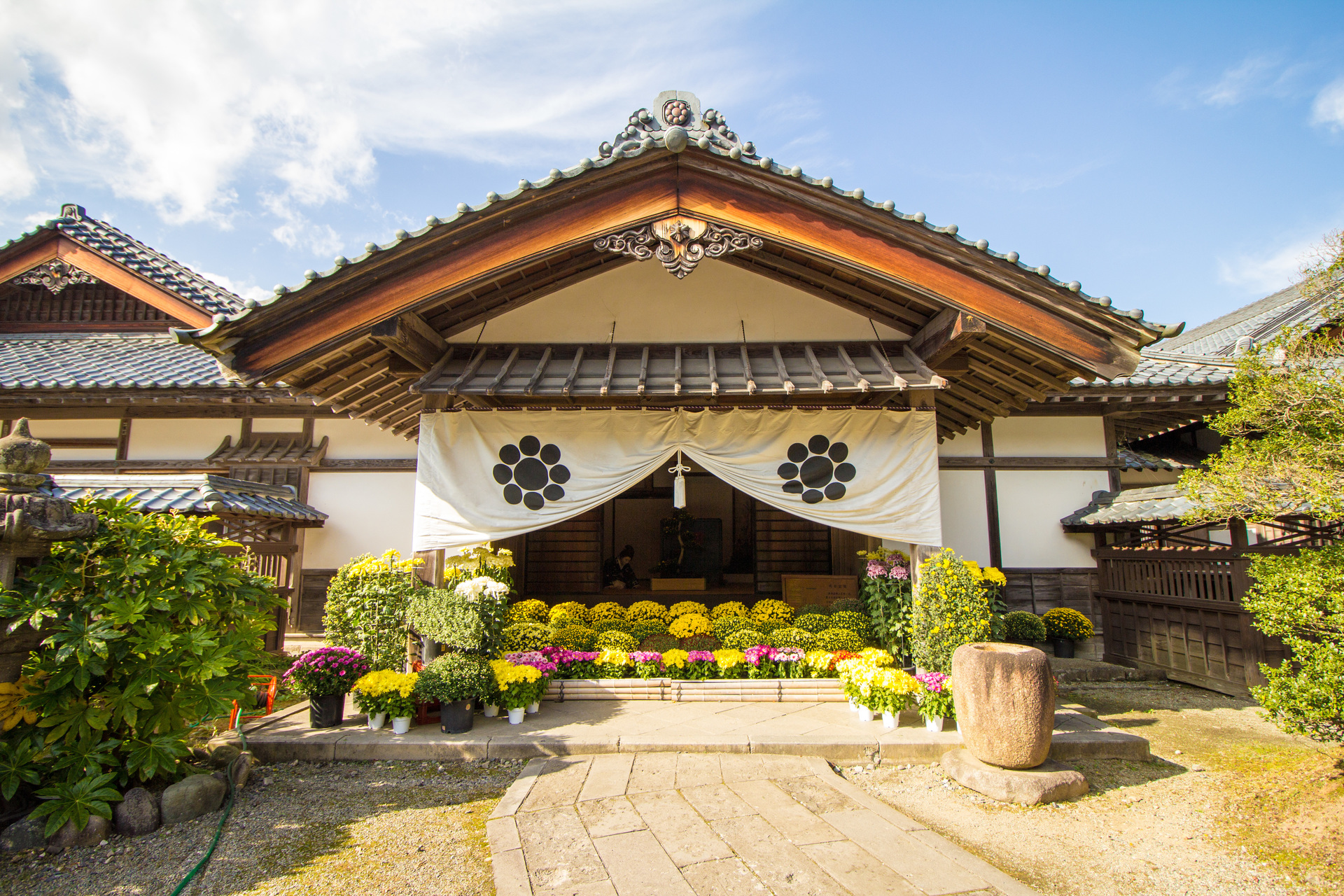
表玄関

1,700石を給されていた西郷頼母の邸宅を復元した家老屋敷は、敷地面積2,400坪（≒7,933.9 m2）、建築面積280坪（≒925.6 m2）の建築物で、会津武家屋敷最大の見どころである。家老屋敷を再現した施設は、日本国内で珍しい存在である。内部は歴史資料館となっている。本来の西郷邸は鶴ヶ城（若松城）北追手門前にあった。
屋敷はケヤキ・ヒノキ・スギ材で建てられた。その内部は38室あり、328枚の畳を敷き詰め、御成御殿から藩政の執務室、奥の間、台所、浴室まで忠実に再現している。各々の部屋で武具・台所用品などを展示し、西郷の寝室であった「奥一の間」には妻子の人形がある。最も格式高い「御成御殿」では、藩主・松平容保を西郷が迎え入れる様子を人形で再現している。
敷地には家財道具や武器を保管していた蔵を利用した「会津歴史資料館」と、家臣の居宅があった片長屋を利用した「第二資料館」がある。会津歴史資料館は特別展を開催する。第二資料館は、藩校・日新館や什の掟に関する展示や、西郷の娘が自決する場面を再現した蝋人形、日本初の女子留学生である大山捨松の蝋人形などがある。

## ロケ地
会津武家屋敷は、文化庁の「全国ロケーションデータベース」に収録されている。
- ドラマ『西部警察 PART-III』（第9・10話、1983年放送、テレビ朝日系列）[27]
- ドキュメンタリー映画『Japan: Memoirs of a Secret Empire』（陽いずる国日本・闇の帝国の記、2002年撮影、デボラ・アン・ディスノー、リン・ゴールドファーブ監督）[28][29]
  - 徳川家康とウィリアム・アダムスが出会うシーンなどが撮影された[30]。
- 映画『必死剣 鳥刺し』（2009年撮影）[31]
- 映画『蜩ノ記』（2013年撮影、小泉堯史監督）[32]
- 大河ドラマ『八重の桜』（2013年放送、日本放送協会）[33]
  - 「ふくしまプレデスティネーションキャンペーン」の一環で、主演した綾瀬はるかの写真パネルが2014年（平成26年）に設置された[33]。
- 教育番組『にほんごであそぼ』（2020年撮影）[34]

## 利用案内
- 営業時間：8時30分から17時まで[1][7]。
  - 冬季（12月から3月まで）は9時から16時30分まで[1][7]。
- 定休日：12月から2月までの木曜日と金曜日（臨時営業あり）[2]
- 入場料：大人850円、中高生550円、小学生450円[1][7]
  - JAFのカードまたはまちなか周遊バスのフリー乗車券を提示すると割引料金で入場できる[2]。年間パスポートあり[2]。
- 交通アクセス

会津若松の城下町から東山温泉へ向かう道中にある。付近には、歴代会津藩主が眠る院内御廟や、新選組局長・近藤勇の墓など歴史資源が点在する。
- - JR磐越西線・只見線会津若松駅からまちなか周遊バスに乗車し、「会津武家屋敷前」下車[2][4][7]。2012年（平成24年）10月1日より、高速バス「会津若松 - 郡山 - いわき線」の停留所が設置されている[36][37]。
  - 磐越自動車道会津若松ICから自動車で約15分[1][2][4][7]。駐車場は乗用車100台、バス20台[1]。